# Georg Joseph Malkmus
Georg Joseph Malkmus (* 23. April 1811 in Hünfeld; † 13. Juni 1877 in Fulda) war ein deutscher katholischer Theologe. Malkmus wurde Professor am bischöflichen Seminar in Fulda und gehörte zu den wichtigsten Vertretern des politischen Katholizismus in Hessen. Als Mitglied der kurhessischen Ständeversammlung vertrat er ultramontane Positionen.

## Leben
Malkmus studierte von 1830 bis 1834 katholische Theologie am bischöflichen Seminar Fulda und an der Universität Würzburg. 1834 promovierte er an der theologischen Fakultät der Würzburger Universität mit der Dissertation De ea, quae inter jus ecclesiasticum et theologiam historicam et systematicam intercedit, relatione zum Doktor der Theologie. Noch im selben Jahr erhielt er in Fulda die Priesterweihe. Malkmus unterrichtete zunächst einige Jahre als Religionslehrer am Gymnasium in Marburg. Seit 1839 war er Professor für Dogmatik sowie Kirchengeschichte, ab 1851 auch für Kirchenrecht, am bischöflichen Seminar in Fulda und wurde dort 1846 zum Subregens ernannt. 
Von 1849 bis 1850, dem 12. und 13. Landtag, sowie von 1863 bis 1866, dem 21. Landtag, war Malkmus Mitglied der kurhessischen Ständeversammlung für die Höchstbesteuerten des Bezirks Fulda. Als entschiedener Gegner der Erfurter Union warnte er im Juli 1849 vor dem Dreikönigsbündnis. Er gehörte in der Ständeversammlung zu den führenden Vertretern einer kleinen Fraktion großdeutscher ultramontaner Abgeordneter und stand damit in Opposition zur liberalen Mehrheit im Landtag. So kam es bei Abstimmungen oftmals zu einer Zusammenarbeit mit den Demokraten, aber auch den Konservativen.  
1851 wurde Malkmus zum Geistlichen Rat ernannt und im gleichen Jahr Mitglied des bischöflichen Ordinariats in Fulda. 1862 wählte man ihn zum Domkapitular im Hochstift Fulda. Georg Joseph Malkmus starb am 13. Juni 1877, im Alter von 65 Jahren, in Fulda. Er war Autor zahlreicher theologischer Schriften, die zum Teil mehrere Auflagen erlebten. Von 1849 bis 1854 war er Herausgeber des Correspondenten des Piusvereins.

## Veröffentlichungen (Auswahl)
- De ea, quae ius ecclesiaticum et theologicam historiam ac systematicam intercedit, relatione. (Dissertationsschrift), Würzburg 1834.
- Das christliche Kirchenjahr. Zunächst für den Religionsunterricht auf katholischen Gymnasien. Fulda 1856.
- Lehr- und Lesebuch für die oberen Klassen Katholischer Volksschulen. Fulda 1857.
- Fuldaer Historienbüchlein. Fulda 1872.
- Fuldaer Anekdotenbüchlein. Fulda 1875.